# Виньковатов, Павел Иванович
Павел Иванович Виньковатов (укр. Павло Віньковатов; 25 июля 1921, Харьков, Украинская ССР — 21 апреля 1987, Киев) — футболист, нападающий.

## Карьера
Начинал карьеру в харьковском «Сельмаше», провёл за него 46 матчей и забил 16 голов. В «Динамо» (Киев) он перешёл в 1941 году, но 22 июня началась Великая Отечественная война и его эвакуировали из Киева. Потом, с 1946 года Павел продолжил играть в киевском клубе, в 1948 году стал капитаном. Играл в «Динамо» до 1955 года и сыграл 226 матчей и забил 65 голов.
Был резким и подвижным нападающим с хорошим ударом, за что его прозвали «Паша—гол!».